# Медопійник буроголовий
Медопійник буроголовий (Melithreptus brevirostris) — вид горобцеподібних птахів родини медолюбових (Meliphagidae). Ендемік Австралії.

## Поширення
Вид поширений від центрально-південного Квінсленда до центрального та східного Нового Південного Уельсу (хоча, як правило, на захід від Великого Вододільного хребта), через Вікторію та до східної Південної Австралії, де його можна знайти в хребті Фліндерс, навколо у нижній частині річки Муррей, а також на півострові Ейр. Підвид M. b. leucogenys зустрічається на південному заході Західної Австралії.

## Опис
Маленький медолюб довжиною від 13 до 15 см, він оливково-коричневий зверху і темно-коричневий знизу, з коричневою головою, потилицею та горлом, кремовою або оранжевою плямою голої шкіри над оком і є тьмяна біла пляма у формі півмісяця на потилиці. Ноги і ступні помаранчеві.